# Adrianne Ross
Adrianne Nicole Ross (Hobbs, 23 novembre 1984) è un'ex cestista statunitense, professionista nella WNBA.